# Puchiwka
Puchiwka (ukrainisch Пухівка; russisch Пуховка Puchowka) ist ein nordöstlich der ukrainischen Hauptstadt Kiew gelegenes Dorf mit etwa 2000 Einwohnern.

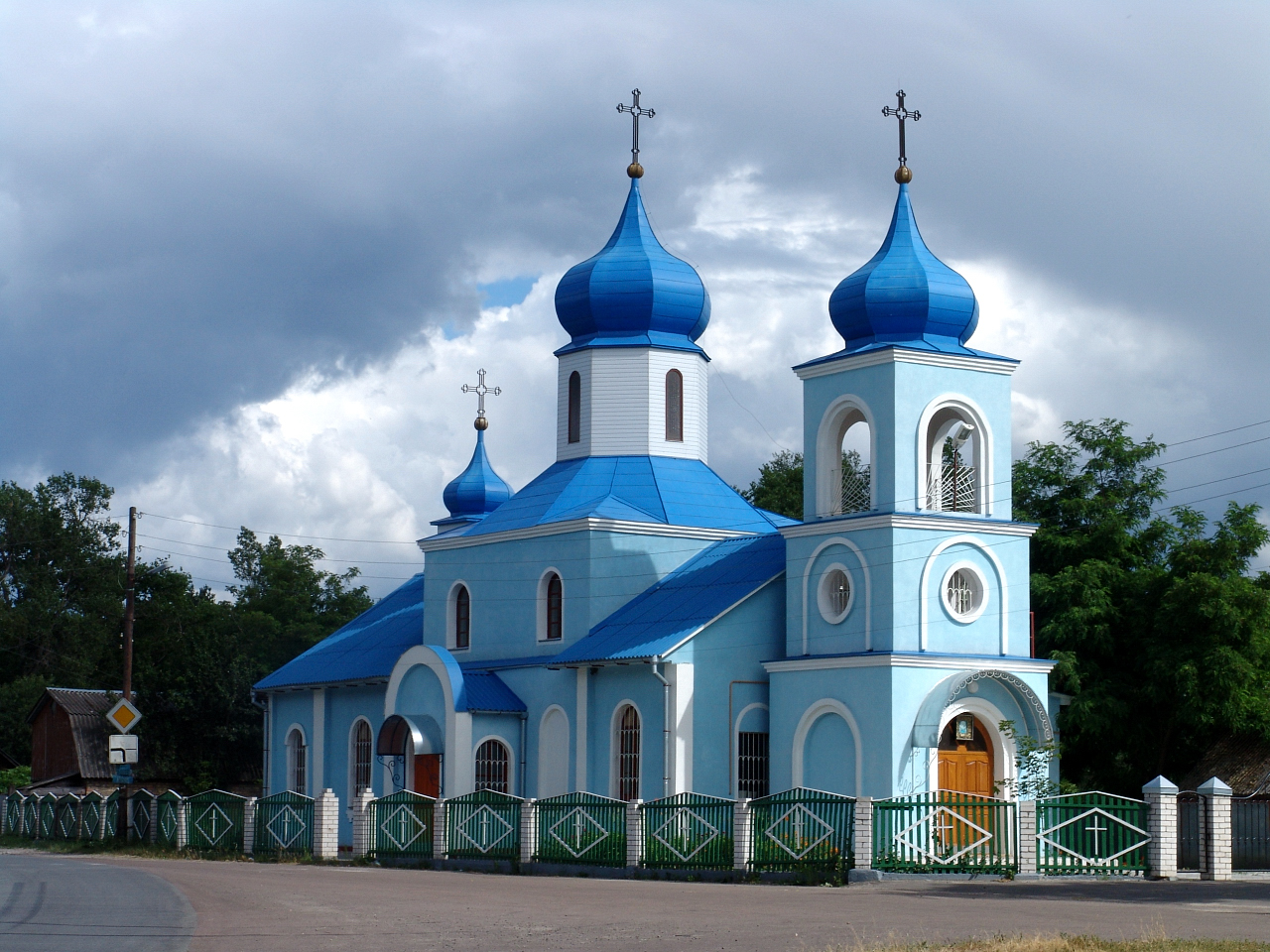
Kirche im Ort

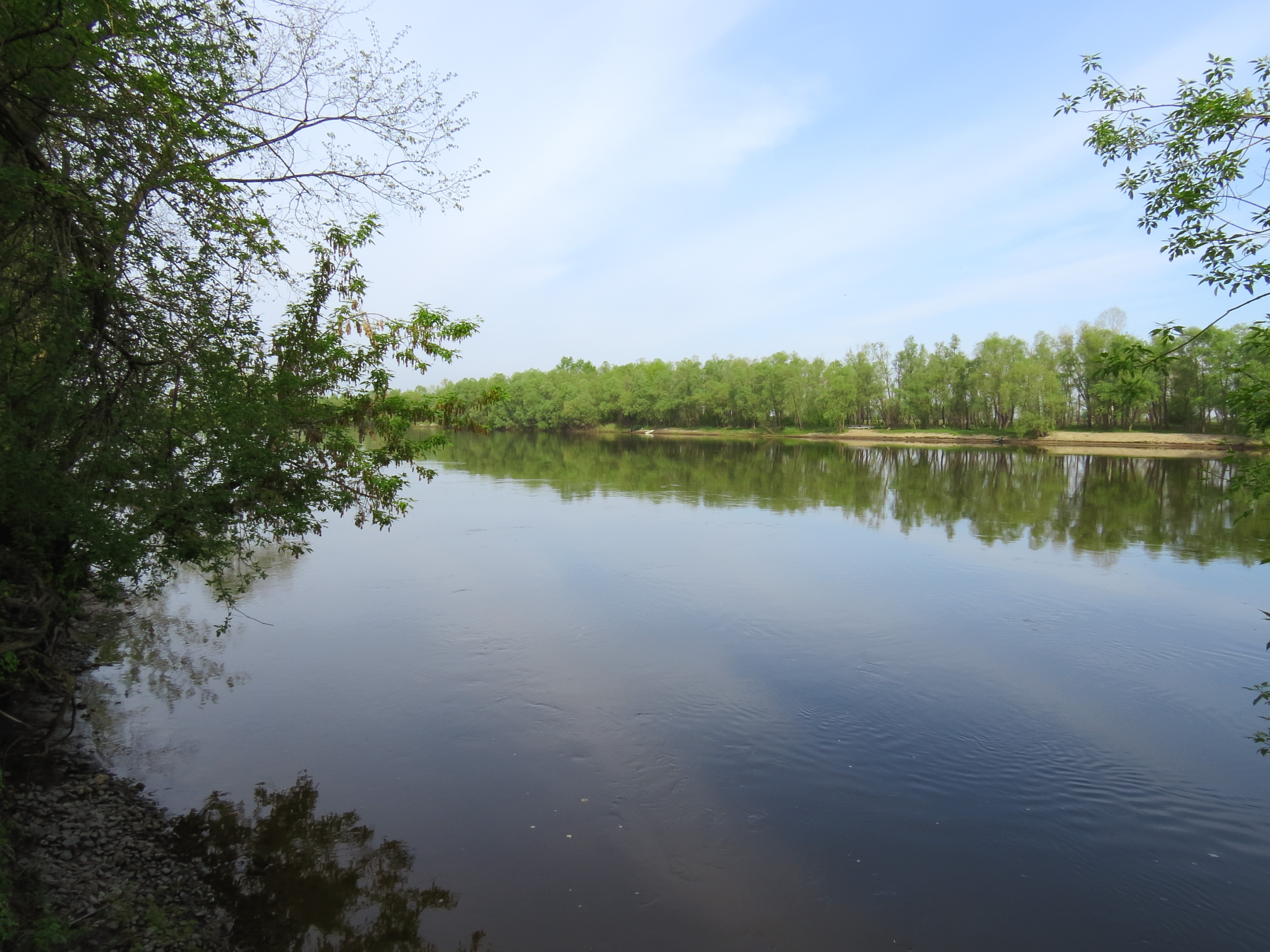
Desna bei Puchiwka

Das 1828 gegründete Dorf liegt zwischen dem Ufer der Desna im Norden und der Stadtgrenze des Kiewer Stadtrajon Desna im Süden.
Durch das Dorf verläuft die Territorialstraße T–10–08, das Rajonzentrum Browary befindet sich 15 km südlich von Puchiwka.
Am 12. Juni 2020 wurde das Dorf ein Teil der neugegründeten Landgemeinde Sasymja, bis dahin bildete es die gleichnamige Landratsgemeinde Puchiwka (Пухівська сільська рада/Puchiwska silska rada) im Westen des Rajons Browary.